# 吳志寧
吳志寧（1978年12月24日—），台灣人，獨立音樂歌手，彰化溪州人，為929樂團主唱。吳志寧曲風偏向民謠搖滾，創作特色是經常以家人文學作品入歌，內容多有關台灣時事，如：描述八掌溪事件落水意外的〈下游的老人〉，或探討核能電廠爭議的〈貢寮你好嗎〉。

## 家庭背景
田園詩人暨總統府資政吳晟之子，吳音寧之弟，哥哥吳賢寧（彰化基督教醫院心臟內科醫師，三個孩子）；舅舅莊秋雄曾任台獨聯盟美國本部主席。
自小生於書香世家，吳志寧音樂上的啟蒙，一則源自小時候母親教彈吉他演奏美國抒情民謠，另一則是受到羅大佑的專輯影響。吳志寧與父親感情深厚，大學時期，父親吳晟為了督促功課，決意獨自到台中與吳志寧同住小套房，以便就近看管，父親與他同住一年。

## 生平
2004年，正值大學時期，吳志寧與黃玠一同成立929樂團，團名來自團員們常去的撞球室名稱「929」，草創初期成員並不固定，2005年推出樂團同名唱片。2005年，吳志寧自中興大學森林學系畢業。
2006年當兵時在總統府軍樂隊成員，吹奏蘇沙號。
2014年12月24日在英國向綽號「小兔子」女朋友求婚；2015年11月14日結婚，育有一女。

## 音樂作品
- 2005年專輯以兩人的編制出了樂團同名專輯《929》。
- 2007年企畫統籌《甜蜜的負荷 吳晟│詩‧歌歌》專輯[9][10]，結合國內主流、獨立音樂界的知名歌手：羅大佑、林生祥、胡德夫、張懸、陳珊妮、濁水溪公社、黃小楨、黃玠（929樂團前團員）等以詩人吳晟的詩作入樂。
- 2008年929樂團則以四人的編制出了CD專輯《也許像星星》。
- 2009年單曲《相逢》（其姊吳音寧之作[11]）[11]，因為團員各自的生涯規劃，樂團暫時停止運作，相逢這個作品成了再見作品。
- 2011年出版個人專輯《最想去的地方》[12]。
- 2014年6月發行了929的第四部作品《3》。
- 2016年7月929樂團於成員編制為主唱吳志寧、吉他手小蘇、貝斯手嘟嘟、鼓手Robert（任柏璋）。[13]

## 外部鏈結
- 吳志寧的Facebook專頁
- 929樂團的Facebook專頁